# Guyanakokett
Guyanakokett (Lophornis ornatus) är en liten sydamerikansk kolibri.

## Kännetecken och ekologi
Guyanakoketten är en mycket liten fågel, bara sju centimeter i längd. Utmärkande för hanen är den röda tofsen på huvudet och de påfallande långa kindfjädrarna. Vid uppvaktningen av honan reser hanen upp tofsen och spärrar ut kindfjädrarna och han flyger även i halvcirklar omkring henne. 
Vanligen läggs två ägg och honan föder upp ungarna själv. Boet fästs vid grenar, är skålformigt och konstrueras av växtfiber och spindelväv. Födan består av nektar från flera olika sorters blommor. Fåglarna har ett födosöksbeteende som innefattar att de ryttlar framför blommorna när de äter nektar. De äter även små insekter.

## Utbredning och status
Guyanakokett förekommer i norra Brasilien, östra Venezuela, Franska Guyana, Guyana och Surinam samt på Trinidad. Den anses som en mindre vanlig kolibriart, men är inte rödlistad som hotad av IUCN, bland annat på grund av dess vida utbredningsområde och att den sammantagna populationen, trots att det ännu saknas mer precis kunskap om storlek och populationstrend, inte antas minska i en sådan takt att artens fortlevnad hotas.